# 巴拉望啄花鸟
巴拉望啄花鸟（学名：Prionochilus plateni），是啄花鸟科锯齿啄花鸟属的一种，为菲律宾的特有种。该物种的保护状况被评为无危。
巴拉望啄花鸟的平均体重约为8.5克。栖息地包括亚热带或热带的（低地）湿润疏灌丛、亚热带或热带的湿润低地林、乡村花园和亚热带或热带的湿润山地林。